# Siebenstücken
Siebenstücken ist ein Naturschutzgebiet mit einer Größe von etwa 2,9 ha in der zum Kreis Herford gehörenden Stadt Vlotho, Ortsteil Valdorf. Es wird mit der Nummer HF-042 geführt und befindet sich in unmittelbarer Nähe zu den Naturschutzgebieten Linnenbeeke und Plögereisiek.

## Flora und Fauna
Das Gebiet schützt ein hervorragend ausgeprägtes Sieksystem des Lipper Berglands, insbesondere naturnah ausgeprägte Feuchtwiesen, Röhricht und Feuchtbrachen, sowie die Lebensgemeinschaften an und in Fließ- und Stillgewässern und Quellbereichen.